# Brüder, zur Sonne, zur Freiheit
Brüder, zur Sonne, zur Freiheit ist der Titel der deutschen Nachdichtung des russischen Arbeiterliedes Смело, товарищи, в ногу! (Smelo, towarischtschi, w nogu; „Tapfer, Genossen, im Gleichschritt“), das 1895/96 von Leonid Petrowitsch Radin im Moskauer Taganka-Gefängnis gedichtet wurde.

## Geschichte
Als musikalische Vorlage diente Radin das Studentenlied „Медленно движется время“ (Medljenno dwishetsja wremja; „Langsam bewegt sich die Zeit“), zu der Iwan Sawwitsch Nikitin im September 1857 den Text schrieb, veröffentlicht 1858 unter dem Titel Песня („Lied“) in der russischen Zeitschrift Русская беседа („Russisches Gespräch“). Radin veränderte außerdem den Rhythmus der bisherigen langsamen Walzer-Melodie in einen flotten und kämpferischen Marsch.
Das Lied wurde erstmals 1898 von politischen Gefangenen auf dem Marsch in die sibirische Verbannung gesungen. Das Lied wurde wegen seiner mitreißenden Art schnell bekannt, allerdings auch auf Grund der Herkunft seiner Melodie: In der russischen Revolution von 1905 und der Oktoberrevolution 1917 wurde es in Russland zur Hymne. Radin selbst hat beides nicht mehr erlebt; er starb 1900 im Alter von nur 39 Jahren.
Der deutsche Dirigent Hermann Scherchen, Leiter eines Arbeiterchores, lernte das Lied 1917 während des Ersten Weltkrieges in russischer Gefangenschaft kennen und schuf 1918 eine deutschsprachige Fassung. In Deutschland wurde Brüder, zur Sonne, zur Freiheit am 21. September 1920 in Berlin zum ersten Mal vom „Schubert-Chor“ öffentlich gesungen. Während Radin allerdings sieben Strophen dichtete, umfasste Scherchens deutsche Fassung nur drei. Während der Zeit der Weimarer Republik entstanden eine 4. und eine 5. Strophe von unbekannten Verfassern.
1921 erschien das Lied sogar in einem religiösen Gesangbuch. Die von Eberhard Arnold herausgegebenen Sonnenlieder, bis heute das Gesangbuch der pazifistisch-täuferischen Bruderhofgemeinschaft, führen es unter der Liednummer 63. Die letzte Zeile der dritten Strophe wurde allerdings durch Erich Mohr (1895–1960) verändert. Bei Hermann Scherchen, dem deutschen Übersetzer des Arbeiterliedes, lautet die Schlussstrophe Brüder, in eins nun die Hände, / Brüder, das Sterben verlacht! / Ewig, der Sklav’rei ein Ende, / heilig die letzte Schlacht!|; in den Sonnenliedern heißt es im letzten Vers / Heilig der Liebe Macht!|
Die Nationalsozialisten verwendeten das beliebte Lied einerseits mit einer eigens angepassten vierten Strophe, dichteten es andererseits 1927 um in Brüder in Zechen und Gruben, eines der bekanntesten Propagandalieder der NSDAP im Dritten Reich, und ebenfalls 1927 in Brüder formiert die Kolonnen, ein Kampflied der SA. Im Propagandalied Volk ans Gewehr wird in der ersten Zeile mit [...] ein Zeichen zur Freiheit zur Sonne ebenfalls auf dieses Lied angespielt. (Siehe auch: Lieder der Nationalsozialisten)
Brüder, zur Sonne, zur Freiheit entwickelte sich im Laufe der Jahrzehnte zum wohl meistgesungenen Lied der Arbeiterbewegung nach dem Zweiten Weltkrieg. Es gilt neben Wann wir schreiten Seit’ an Seit’ als Parteihymne der Sozialdemokratischen Partei Deutschlands (SPD) und wird jeweils zum Abschluss der SPD-Parteitage gesungen, hatte aber auch seinen Platz auf den Parteiversammlungen der Sozialistischen Einheitspartei Deutschlands (SED).
Beim Aufstand vom 17. Juni 1953 wurde das Lied in zahlreichen Orten in der Deutschen Demokratischen Republik (DDR) auf den Demonstrationen gesungen, ebenso bei den Montagsdemonstrationen 1989 in Leipzig.
Es gibt weitere Übersetzungen in zahlreiche europäische Sprachen (z. B. Dänisch, Norwegisch, Kroatisch, Estnisch).

## Melodie
Der Musikwissenschaftler Norbert Linke meint, die bisherige Geschichtsforschung habe verkannt, dass diese erste Melodiehälfte mit einer typischen lydischen Quartwendung in der Geschichte des Liedes schon einmal vorkam: Sie ist nach seinen Forschungen versteckt im Mittelteil auf die Worte „Der alt böse Feind, mit Ernst er’s jetzt meint“ im evangelischen Trutzlied Ein feste Burg ist unser Gott von Martin Luther zu finden und die Grundlage für das Kopfmotiv.